# Without a Clue
Without a clue is een Britse film uit 1988 geregisseerd door Thom Eberhardt. In deze komedie wordt Sherlock Holmes afgebeeld als een persoon die vaak dronken is en niet tot helder denken in staat. Watson is zijn assistent maar het ware brein achter het oplossen van de misdaden. Voor de buitenwereld wordt de onberispelijke reputatie van Holmes in stand gehouden tot frustratie van Watson. In de aftiteling excuseerden de makers zich bij sir Arthur Conan Doyle voor hun lichtzinnige interpretatie van zijn personages.

## Verhaal
Sherlock Holmes is een acteur ingehuurd door dokter John Watson. Omdat Holmes vaak dronken is en Watson op de zenuwen werkt, probeert Watson om alleen misdaden op te lossen. Maar wanneer dit mislukt, ziet hij zich gedwongen om toch met Holmes samen te werken en hem met de eer te laten strijken.

## Rolverdeling
| Acteur          | Personage                          |
| --------------- | ---------------------------------- |
| Ben Kingsley    | John Watson                        |
| Michael Caine   | Sherlock Holmes / Reginald Kincaid |
| Jeffrey Jones   | George Lestrade                    |
| Lysette Anthony | Leslie Giles                       |
| Paul Freeman    | James Moriarty                     |

## Ontvangst
De film kreeg eerder negatieve reacties van de critici. Wel was er lof voor het vinnig acteerduel tussen Kingsley en Caine, die een tandem vormen die perfect op elkaar is ingespeeld.